# 미겔 벨로주
미겔 루이스 핀투 벨로주(Miguel Luís Pinto Veloso, 1986년 5월 11일 ~ )는 포르투갈의 축구 선수로, 현재 세리에 B의 피사 소속이다. 전 포르투갈 국가대표 수비수였던 안토니우 벨로주의 아들로, 넓은 활동량과 준수한 수비력, 경기 조율 능력이 장기인 중앙 미드필더다.